# Nokia 6600 slide
Nokia 6600 slide este un telefon creat de Nokia. Este bazat pe platforma S40. Are camera de 3.2 megapixeli, slot microSD, Bluetooth și micro-USB.

## Design
Carcasa telefonului este realizată din metal. În partea de sus a telefonului se află portul microUSB. Părțile laterale sunt aproape la fel de goale ca și partea de jos, cu excepția mufei de încărcare din dreapta.
În partea din spate este camera foto de 3.2 megapixeli dotată cu bliț LED. În spate se mai găsește geamul de protecție a lentilei foto și difuzorul telefonului. Capacul metalic al bateriei ascunde acumulatorul Li-Ion de 1.000 mAh. Sub baterie se află sloturile pentru cartela SIM și pentru cardul microSD. 

## Conectivitate
Nokia 6600 slide este un GSM quad band (850/900/1800/1900 MHz) și UMTS bandă dublă (850/2100 MHz) care permite utilizarea la nivel mondial. Oferă conectivitate 3G, GPRS și EDGE.
Bluetooth-ul are versiunea 2.0 cu A2DP oferă o conectivitate fără fir. Conectivitate prin cablu se realizează cu ajutorul portul microUSB care poate fi folosit pentru încărcarea telefonul.

## Multimedia
Playerul de muzică este cu siguranță una dintre cele mai reușite aplicații de pe Nokia 6600i slide. În timp ce muzica merge, se afișează numele melodiei, artistul și coperta albumului. Majoritatea controalelor se realizează cu D-pad-ul. Sunt suportate majoritatea formatelor audio. Egalizatorul cu 5 benzi și 5 moduri presetate te ajuta sa faci sunetul pe placul tau.
Radioul FM are RDS și seamănă foarte bine cu playerul de muzică. Poate căuta automat și memora toate stațiile din zona în care te afli. Poți să asculți radio doar la căști.
Camera foto este de 3.2 megapixeli fiind compatibil cu focalizarea automată și bliț LED dublu. Rezoluția maximă este de 2592 x 1944 pixeli. Înregistrarea video se face la rezoluția VGA (640 x 480 pixeli) cu 15 fps. Filmele sunt salvate în format 3GP.

## Caracteristici
- Ecran TFT de 2.2 inchi cu rezoluția de 240 x 320 pixeli
- Quadband GSM / UMTS Dualband
- Radio FM cu RDS
- Slot card microSD maxim 4 GB
- Cameră foto de 3.2 megapixeli cu bliț LED
- Înregistrare video VGA la 15 fps
- Bluetooth 2.0 cu A2DP
- Micro-USB
- Nokia Maps
- 3G, EDGE
- Accelerometru